# Cynthia Curzon
Lady Cynthia Blanche Curzon (Kedleston, 23 agosto 1898 – Londra, 16 maggio 1933) è stata una politica inglese.

## Biografia
Era la secondogenita di George Curzon, I marchese Curzon di Kedleston, e della sua prima moglie, l'americana Mary Victoria Leiter. Frequentò, come la sorella maggiore, il prestigioso collegio svizzero Le Rosey.

## Matrimonio
Sposò, l'11 maggio 1920, l'allora politico conservatore Sir Oswald Mosley Ernald, 6 ° Baronetto (1896-1980). All'epoca il matrimonio fu l'evento sociale dell'anno, con la partecipazione di molte famiglie reali europee. Suo padre era convinto che Mosley cercasse un'unione per salire nella scala sociale e per l'eredità che avrebbe ricevuto Cynthia. Le sue paure vennero confermate più tardi.
Ebbero tre figli:
- Vivien Elizabeth (25 febbraio 1921-26 agosto 2002), sposò Sir Desmond Francis Forbes Adam, ebbero due figlie ed un figlio;
- Nicholas (25 giugno 1923-28 febbraio 2017), sposò Rosemary Laura Salmond, ebbero tre figli ed una figlia, divorziò e sposò Verity Elizabeth Raymond, ebbero un figlio;
- Michael (25 aprile 1932-13 marzo 2012).

Durante il loro matrimonio, la sorella più giovane, Alexandra era una delle amanti del marito, come è stata, per breve tempo, la loro matrigna, Grace Curzon, marchesa di Curzon di Kedleston. Nel 1932 suo marito iniziò una relazione con Diana Mitford, che sposò nel 1936.

## Carriera politica
Entrò nel partito laburista nel 1924 e fu eletta deputato per Stoke-on-Trent nel 1929, mentre suo marito fu eletto per Smethwick nello stesso anno. Dopo aver lasciato il partito laburista, suo marito formò un nuovo partito, il 1 marzo 1931, a cui si unì anche Cynthia.
Il partito adottò le politiche fasciste e divenne il partito meno popolare dal momento della improvvisa elezioni generali in quello stesso anno.

## Morte
Tutti i candidati del partito delle elezioni del 1931 (compresa Lady Cynthia) persero le loro sedi. Dopo la loro sconfitta, Lady Cynthia continuò a sostenere il marito nei suoi studi fascisti fino al 16 maggio 1933, quando morì all'età di 34 anni, dopo un intervento di peritonite acuta, a causa di un'appendicite, a Londra.